# Bennett Brook
Bennett Brook är ett vattendrag i Australien. Det ligger i delstaten Western Australia, omkring 10 kilometer nordost om delstatshuvudstaden Perth.
Trakten runt Bennett Brook består till största delen av jordbruksmark. Runt Bennett Brook är det ganska tätbefolkat, med 111 invånare per kvadratkilometer. Genomsnittlig årsnederbörd är 763 millimeter. Den regnigaste månaden är juli, med i genomsnitt 131 mm nederbörd, och den torraste är december, med 14 mm nederbörd.